# Вила „Цер”
Вила „Цер” у Бањи Ковиљачи припада споменицима културе Републике Србије. Представља значајно остварење у градитељском наслеђу Бање Ковиљаче, као и Србије, што интересантним одабиром места на уздигнутом платоу у централној бањској зони, тако и архитектонским својствима, а и културно-историјским значајем као место на коме се одвијао богат друштвени живот у међуратном периоду, уз учешће многих знаменитих и угледних грађана Београда, Шапца, Лознице и Ваљева

## Архитектура
Вила „Цер” („Десанка”) грађена је са већим амбицијама, о чему сведочи прилаз са широким степеништем, велики трем са четири дорска стуба, као и уздигнути плато у централном делу бање на месту које је некада било каскадно и парковски уређено. Стил градње је постакадемистички, а видљиво је и да је избор архитектонских и декоративних елемената еклектичан. Пројектант виле је непознат.
Главна фасада је монументална и симетрична, а портик са четири масивна дебела стуба даје елеганцију која подсећа на виле из Руског царства, о чему сведоче и боје фасаде, окер и бела, попут војвођанских вила. Бочне фасаде садрже по један мањи трем са по два стуба који носе терасе спрата. Унутрашње уређење виле је организовано класично као грађански стан, централни улазни хол, салони и трпезарија у приземљу, а спаваће собе и купатило су на спрату, док су помоћне просторије (са кухињом, оставама и собама за послугу), у подруму и на тавану. На задњем истуреном делу фасаде налази се степениште.